# Список федеральных окружных судов США

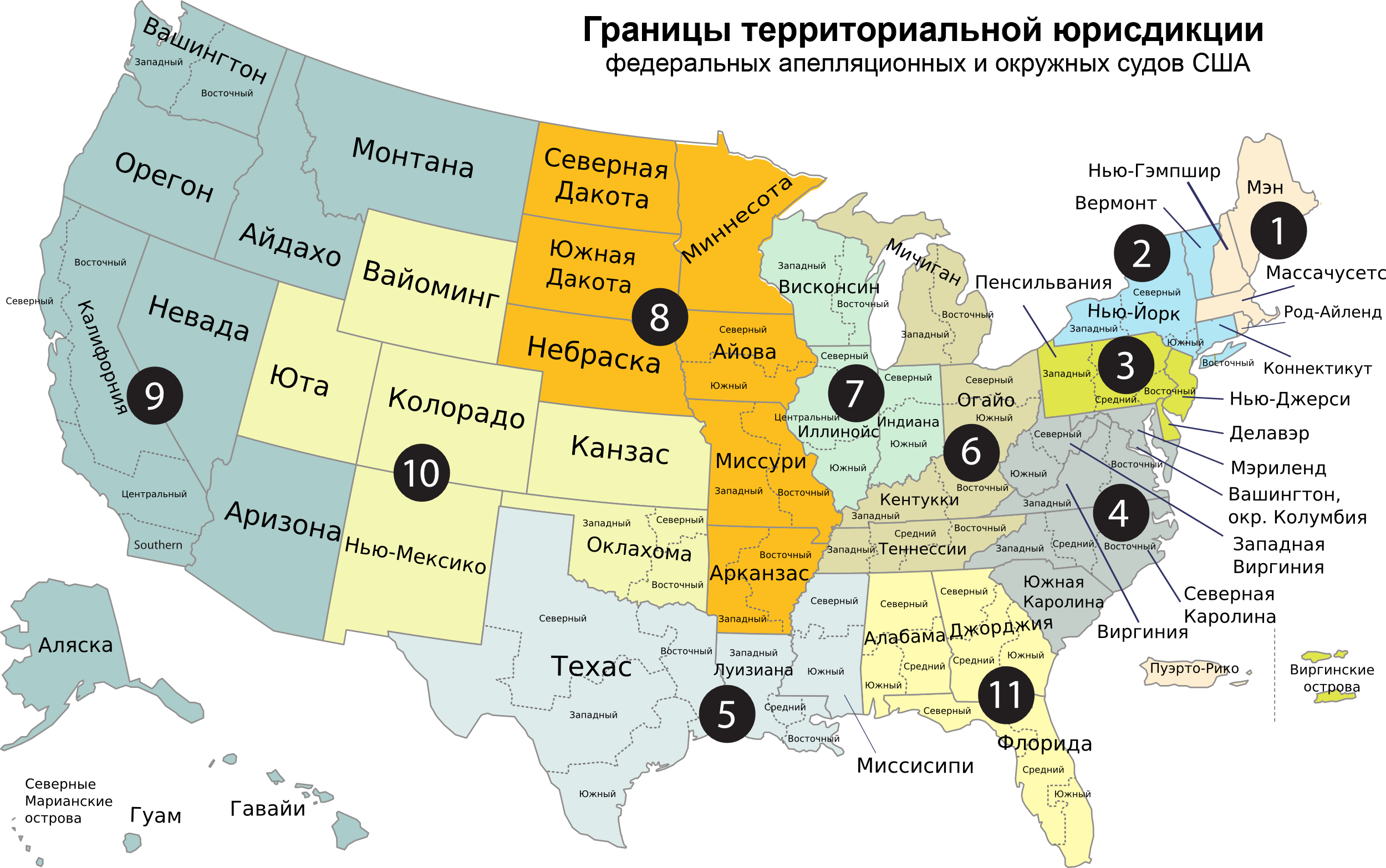
Схема судебных и апелляционных округов на федеральном уровне

В настоящее время в США действуют 94 федеральных окружных суда: из них 89 функционируют в 50 штатах (в каждом от одного до четырёх) и по одному суду в округе Колумбия, Пуэрто-Рико и на островных территориях Гуам, Северных Марианских островах, а также Американских Виргинских островах. Федеральные окружные суды учреждены актом Конгресса в соответствии со статьей III Конституции США для рассмотрения гражданских и уголовных дел, а также дел о банкротстве. На островных территориях окружные суды имеют статус территориальных судов и отличаются от остальных тем, что созданы в соответствии со Статьёй IV Конституции США, судьи таких судов назначаются на 10-летний срок, а не пожизненно.
Апелляции на решения окружных судов слушаются в одном из 13 апелляционных судов, организованных по географическому принципу. Количество окружных судов в одном апелляционном округе (англ. Circuit) варьируется от одного до пятнадцати и зависит от количества штатов в данном округе, а также от количества судебных округов (англ. District) в каждом отдельном штате. Так например, некоторые штаты, такие как Аляска, состоят из одного судебного округа, а другие, такие как Калифорния, состоят из четырёх судебных округов.
Крупнейшими по численности судей являются окружные суды по Центральному округу Калифорнии и Южному округу штата Нью-Йорк, в состав каждого из которых входят по 28 судей. Самыми малочисленными являются окружные суды Гуама и Северных Марианских островов, в них заседают по одному судье.

## Комментарии
1. ↑  Показано изображение здания суда только в том городе, где расположена его основная резиденция.